# Registerführer
Der Begriff Registerführer wird vor allem bei Blaskapellen, aber auch bei artverwandten Ensembles wie z. B. Spielmannszügen verwendet. Im klassischen Sinfonieorchester heißt die (ähnliche) Position Stimmführer. Der Registerführer steht einem Register vor. Als Ausbildung wird von den Blasmusikverbänden der C1-Lehrgang angeboten. Für das Register als Teil einer Blaskapelle gibt es verschiedene Definitionen. Manchmal wird strikt nach Instrumenten getrennt, jede Instrumentart bildet also ein Register. Meist fasst man jedoch mehrere Instrumentarten, die sich in der Spielweise (nicht immer in der Stimmlage) ähnlich sind, zu einem Register zusammen. Gängigstes Beispiel hierfür ist der Aufbau der Kapelle aus folgenden vier Registern:
- Hohes Blech (Trompete, Flügelhorn, Kornett, Waldhorn)
- Tiefes Blech (Tenorhorn, Bariton, Euphonium, Sousaphon, Tuba, Posaune, Cimbasso)
- Holzbläser (Klarinette, Saxophon, Quer- und Piccoloflöte, Oboe, Fagott)
- Schlagwerk (Schlagzeug, Marschtrommel, Lyra)

Die Registerführer folgen in der Hierarchie innerhalb der Blaskapelle dem Dirigenten oder Musikmeister. Sie sind also neben dem Dirigenten und dem Stabführer die Entscheidungsträger in musischen Angelegenheiten einer Blaskapelle.
Zu den Aufgaben des Registerführers gehören die musische Ausbildung seines Registers, insbesondere die Durchführung sog. Registerproben (im Gegensatz zu den Tuttiproben), Vertretung des Registers innerhalb der Kapelle und des Vereins und die Besetzung (welcher Musiker spielt welche Stimme) der Stimmen (z. B. 1., 2. und 3. Trompete) innerhalb des Registers.
Seit Jahren engagieren sich die Blasmusikverbände stark für die Ausbildung von Registerführern auch in Laienorchestern und bieten hierbei verschiedene Lehrgänge an.